# Romain le Mélode
Pour les articles homonymes, voir Saint Romain.
Romain le Mélode ou Romanos le Mélode dit l’Hymnographe (en grec : Ῥωμανὸς ὁ Μελωδός), né vers 493 et décédé après 555, fut un moine, hymnographe et poète byzantin. Considéré comme l’un des plus grands hymnographes de son temps, il a été surnommé « le Pindare de la poésie rythmique ». Les Églises catholique et orthodoxe le considèrent comme saint et le fêtent le 1er octobre.

## Biographie
On sait assez peu de choses sur la vie de Romain le Mélode. Certains détails sont fournis par le Menaion du mois d’octobre qui rappelle comment il reçut son don pour l’hymnographie. Il est mentionné par le poète saint Germanos au VIIIe siècle et on le retrouve dans la Souda sous le nom de « Romanos le Mélode ».
De ces rares informations, on sait qu’il naquit dans une famille juive d’Émèse (aujourd’hui Homs en Syrie) et qu’il fut baptisé alors qu’il était encore enfant (on ignore toutefois si toute la famille se convertit). Il déménagea par la suite à Bérytos (l'actuelle Beyrouth au Liban) où il fut ordonné diacre de l’église de la Résurrection. Peu de temps après, vers 518, il devait s’installer à Constantinople où il occupa le poste de sacristain dans « la Grande Église » (Sainte-Sophie), tout en résidant au monastère de Kyros où il demeura jusqu’à la fin de sa vie et où il fut enterré auprès de son disciple, saint Ananias,.
Si les dates de sa naissance et de sa mort sont exactes, il aurait vécu sous les règnes des empereurs Anastase Ier (491–518),, et Justinien Ier (527-565) qui composa lui-même de nombreuses hymnes et aurait été le contemporain de deux autres hymnographes réputés, Anastasios et Kyriakos.

## Œuvre

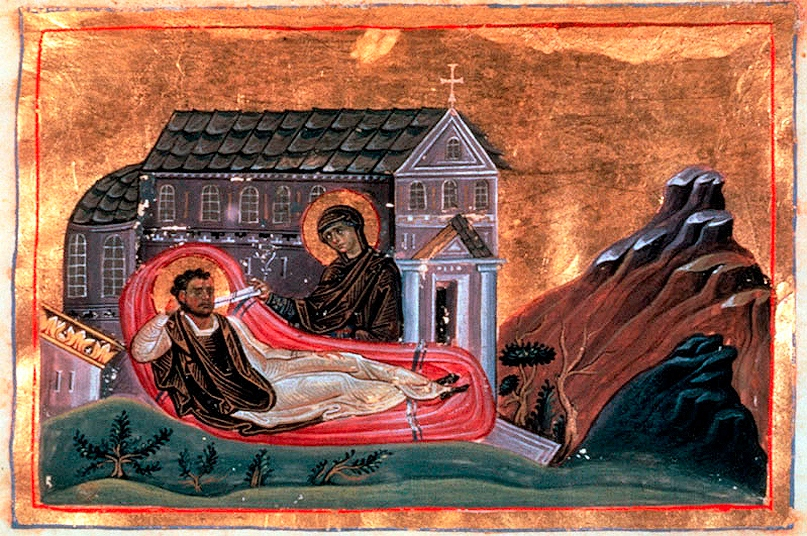
La Vierge et Romain, Ménologe de Basile II.

On dit que Romain composa plus de 1 000 hymnes ou kontakia devant être chantées à diverses fêtes religieuses ou anniversaires des saints du calendrier liturgique. Seules 85 nous sont parvenues, dont une soixantaine sont probablement authentiques.
Selon la légende, rien ne le prédisposait à cette tâche. Doué d’une mauvaise voix, il n’arrivait pas à lire en public sans déclencher les moqueries de ses confrères. Or, vers 518, alors qu’il était en devoir dans l’église de la Panagia aux Blachernes, il s’endormit durant l'office de la vigile de la Nativité peu avant de faire la lecture du Livre des Psaumes. Pendant son sommeil, la Théotokos (« Mère de Dieu ») lui apparut en songe tenant un rouleau qu’elle lui ordonna de manger. Il se réveilla aussitôt, reçut la bénédiction du patriarche et monta à l’ambon où il improvisa son hymne la plus célèbre, le kontakion de la Nativité, éblouissant l’empereur, le patriarche, le clergé et la foule des fidèles tant par la profondeur des idées théologiques que contenait l’hymne que par la qualité de la voix et du chant de l’interprète.
La tradition veut qu’il s’agisse du premier kontakion (κοντάκιον) jamais chanté. Jusqu’au XIIe siècle, il était chanté chaque année au banquet qu’offrait l’empereur lors de la fête de la Nativité par les chœurs de Sainte-Sophie et des Saints-Apôtres de Constantinople, réunis pour l’occasion. Il se présente sous forme d’un dialogue entre la Mère de Dieu et les Mages venus visiter l’enfant nouvellement né, visite que l’on célèbre selon le rite byzantin le 25 décembre et le 6 janvier selon le rite romain.
Parmi les autres kontakia qui lui sont attribués, les plus connus sont :
- le martyre de saint Étienne[11] ;
- la mort d’un moine ;
- le Jugement dernier ;
- le Fils prodigue (Dimanche du fils prodigue#Kontakion (Ton 3)) ;
- la résurrection de Lazare[12] ;
- la plainte d’Adam ;
- la trahison de Judas[13].

Bien que la plupart de ses kontakia portent sur des sujets religieux rappelant des histoires de l’Ancien Testament ou du Nouveau Testament ou ayant rapport à la vie du saint que l’on célébrait ce jour-là, Romain a aussi pris pour thèmes divers sujets contemporains comme la sédition Nika dans l’hymne « Sur le tremblement de terre et le feu » ou la reconstruction de Sainte-Sophie dans « Le nouveau Salomon » (allusion à Justinien Ier).
Ces kontakia sont écrits dans la koinè atticisante, c’est-à-dire dans une langue populaire mais de niveau élevé où abondent les expressions sémitisantes, ce qui confirmerait les origines juives du compositeur. Des images choisies avec soin, des métaphores frappantes, des comparaisons fortes, des antithèses saisissantes, la création de nouvelles expressions et une dramatisation vivante des sujets caractérisent son style.

## Kontakion
Les années qui suivirent le Concile de Chalcédoine virent se développer ce genre littéraire qu’étaient les hymnes religieux, lequel atteint son âge d’or au VIe siècle. Les compositeurs cessèrent progressivement d’imiter le mètre classique en faveur d’une nouvelle forme basée sur un schéma de syllabes accentuées se répétant de vers en vers.
Le kontakion se présentait sous forme d’un sermon composé de 18 à 30 strophes, chacune comprenant un certain nombre de vers. Les strophes étaient elles-mêmes reliées par un refrain et unies par un acrostiche. Chaque kontakion débutait par une strophe modèle (heirmos) qui indiquait la mélodie et le schéma syllabique. Lorsqu’il était chanté sur la mélodie originale, on l’appelait idiomelon,.
Romain le Mélode fut le plus grand compositeur de kontakia de son époque. Mais il ne devait pas être imité, le genre disparaissant au milieu du VIIe siècle, probablement parce que trop complexe. Il fut remplacé par le Kanon, plus simple, qui fut, dit-on, inventé par André de Crète et illustré par Jean Damascène,.
Le nom de Romain le Mélode a été mentionné parmi plusieurs autres comme auteur de l’Acathiste ou Hymne acathiste, un hymne en l’honneur de la Mère de Dieu pour la remercier de la protection qu'elle aurait accordée à la ville de Constantinople lors du siège en 626 ; il est demeuré l’hymne le plus célèbre de la liturgie grecque orthodoxe.

## Écrits

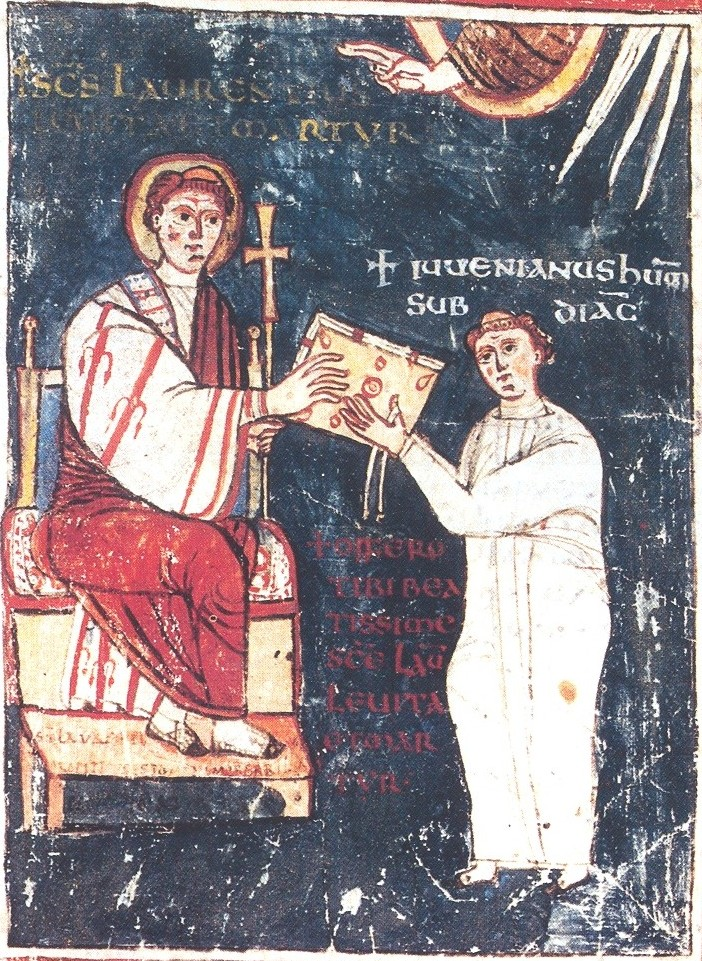
Ordination d'un diacre.

Saint Romanos, surnommé le Mélode, était diacre à Constantinople au VIe siècle, c'est le plus grand auteur d'hymnes de Byzance.
- Voici l’Hymne de la Nativité « Aujourd’hui la Vierge met au monde l’Être supra substantiel, et la terre offre une grotte à l’Inaccessible » de Saint Romain le Mélode[20].
- Voici l’Hymne de la Passion « Le Rocher de la vie est aujourd’hui blessé par les clous » de Saint Romain le Mélode[21].

Fuir le péché

« Des collets et des filets étaient alors disposés pour le faon de la Vierge Mère de Dieu, mais le piège se brisa et le faon s'échappa, déchirant le filet (cf. Ps 123, 7) ; avec sa mère il [Jésus] s'enfuit, tel un chevreuil sans tache, en Égypte, comme l'a dit Michée jadis (cf. Mi 7, 15). Toi qui es partout et contiens tout, où fuis-tu ? Chez qui vas-tu encore établir ton séjour ? Quelle maison te contiendra, quel endroit te portera ? Nulle part il n'est de création invisible à ton regard, mais tout est nu devant toi, car tu es le créateur de toutes choses, Christ. Pourquoi donc fuis-tu, Dieu de bonté ? Hérode à cause de toi se lamente en pleurant sur son pouvoir qui s'anéantira bientôt (cf. Mt 2, 13-18).
Celui qui fuit, fuit tout entier, afin de se cacher pour n'être pas connu de ceux qui le cherchent. Mais le seul miséricordieux, Jésus notre Sauveur, fuyait dans sa forme visible, mais par ses œuvres se fit connaître de tous. Car au moment où il arriva en Égypte, aussitôt toutes les statues faites de main d'homme furent ébranlées (cf. Is 19, 1) : celui qui a mis la crainte en Hérode provoque aussi cet ébranlement des idoles. Il était caché dans le sein de sa mère et il agissait en Dieu ; il marchait vers l'Égypte, et un ange servait sa fuite de là-haut ; il se laissait volontairement chasser, comme un pauvre petit enfant, et, comme un riche, il se faisait annoncer à chacun, c'est pourquoi Hérode pleure sur son pouvoir qui s'anéantira bientôt.
Levons-nous donc pour adorer celui qui est venu sauver tout le genre humain, en criant vers le Maître, d'un cœur douloureux, pour être bien vite délivrés du tueur d'hommes et débarrassés de nos péchés, et trouver le chemin de la vertu. »

— St Romanos le Mélode. Hymne 15, 16-18, trad. J. Grosdidier de Matons, Paris, Cerf, coll. « Sources Chrétiennes » 110, 1965, p. 223-225.
Commentaire selon Jean (Jn 13, 21-33.36-38)
Pourquoi, Judas ?

« Seigneur, tu as lavé dans l'eau les pieds qui avaient couru te trahir et tu as nourri d'un aliment mystique l'ennemi de ta miséricorde, privé de ta bénédiction. Tu as exalté le pauvre par tes grâces, tu as grandi le misérable par tes dons, tu l'as rendu riche et heureux. Il avait sur la langue le pouvoir de soumettre les démons et de délivrer des maux, et en échange de tout cela, il a fait défection sans un remords. Grâce, grâce, grâce pour nous, toi qui supportes toutes les fautes, qui attends tous les repentirs !

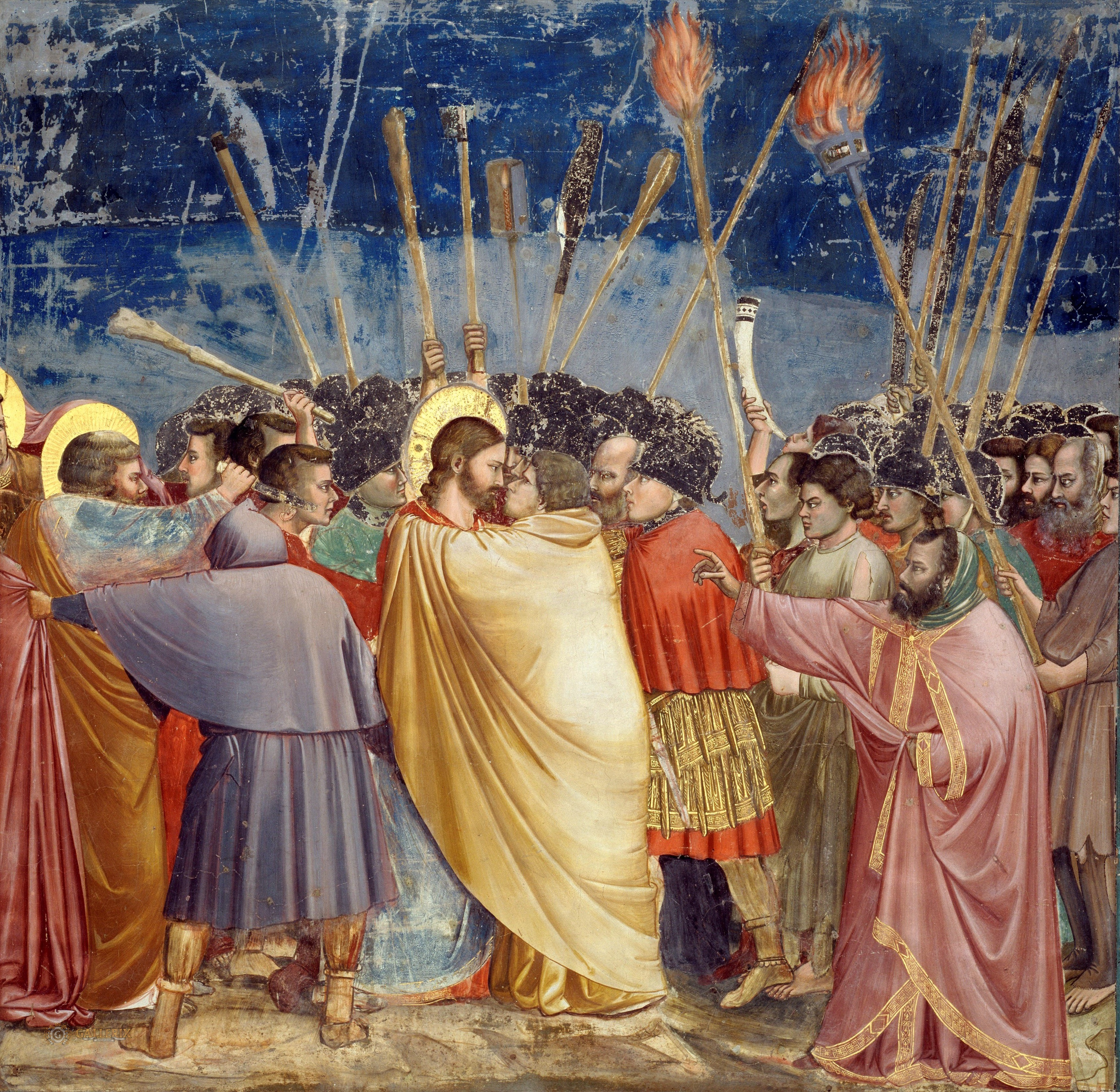
L'arrestation du Christ (Baiser de Judas), vers 1304/1306, fresque, Église de l'Arena de Padoue, Giotto di Bondone.

Toi, Judas, tu portais la richesse plénière, tu étais un trésor inépuisable. À tous égards, en tout temps, tu étais riche, car dans les mains tu avais l'argent, et dans le cœur tu portais le Créateur. Que t'est-il arrivé, misérable, pour qu'aujourd'hui tu sois allé, comme un pauvre, trouver ceux qui n'ont rien à te donner ? Oui, que te donneront-ils, que te proposeront-ils en échange de celui que tu vends ? Le ciel et la terre, l'univers tout entier, en échange de lui ?
Allons, pauvre fou, rentre en toi-même, réprime ta présomption, détourne-toi de ton audacieux dessein, réprimande ton cœur. En effet, toi, tu ne peux pas fixer un prix, et eux, de leur côté, ne sont pas en mesure d'acheter celui qui maintient de sa main toutes choses. Et si tu le vends quand même et qu'il n'y consente pas, quel est celui qui osera l'arrêter ? »

— St Romanos le Mélode. Hymne 33, 16-17, trad. J. Grosdidier de Matons, Paris, Cerf, coll. « Sources Chrétiennes » 128, 1967, p. 73-75. 89.
Commentaire selon Matthieu (Mt 25, 1-13) :
À la porte

« Pourquoi te négliges-tu, ma pauvre âme ? Pourquoi t'inquiètes-tu de ce qui ne convient pas, et t'occupes-tu de tout ce qui, dans les temps à venir, ne sert à rien, et t'attaches-tu au présent, en faisant fond sur lui comme s'il devait être éternel ? Rentre donc en toi-même, éveille-toi comme d'un sommeil. L'époux arrive, ne demeurons pas dehors en criant : Ouvre !

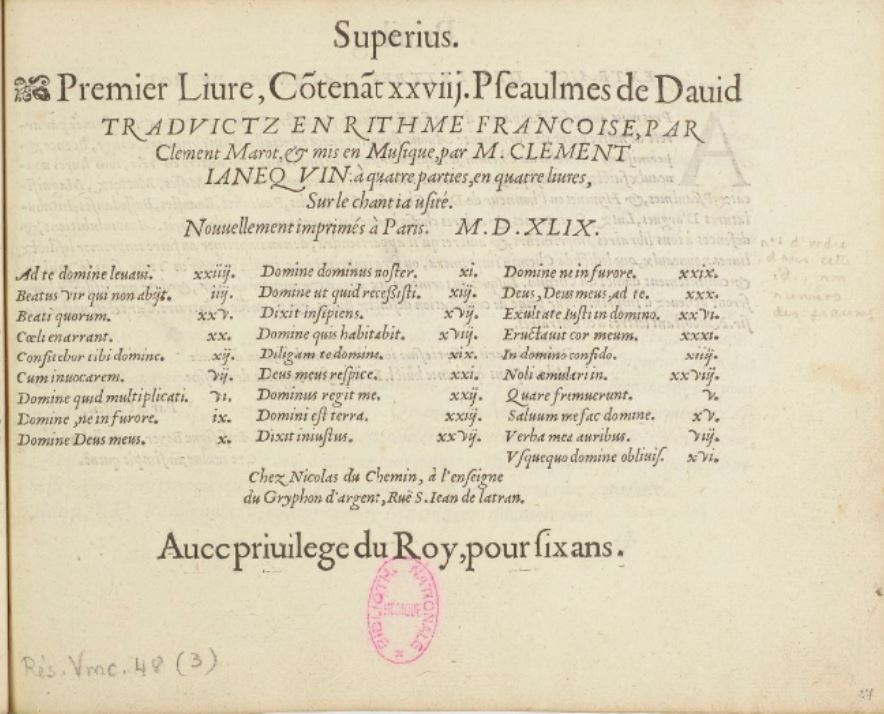
Premier livre contenant le XXVIIIe Psaumes de David (Paris : Nicolas Du Chemin, 1549), musique : Clément Janequin.

Tu sommeilles, mon âme, d'un sommeil vide. Tu ronfles gisante, jusques à quand ? Éveille-toi au moins maintenant à ce que nous voyons. Des menaces graves, des tremblements de terre continuels, le fracas ininterrompu des guerres ont bouleversé la terre et tout ce qu'elle contient. Ces choses-là, nous les voyons dès aujourd'hui, mon âme ; elles sont la porte, elles ne sont pas à la porte.
Ouvre, Seigneur, ouvre-moi la porte de ta miséricorde avant le temps de mon départ. Car il me faut m'en aller, aller à toi, et me justifier de tout ce que je dis en paroles, accomplis en actes et pense en mon cœur : même le murmure des récriminations n'échappe pas à ton oreille (Sg 1, 10). C'est toi qui as créé mes reins, te crie David dans son psaume, et : Sur ton livre tout est écrit (Ps 138, 13.16). En y lisant les caractères de mes mauvaises actions, grave-les dans ta croix, car en elle je me glorifie en te criant : Ouvre ! »

— St Romanos le Mélode. Hymne 51, 1, 3-4, 15, trad. J. Grosdidier de Matons, Paris, Cerf, 1981, Sources chrétiennes 283, p. 299-303, 319-321.